# Psilomelan
Psilomelan ali črni hematit je skupno ime  za trde črne manganove okside, na primer holandit in romanehit. Psilomelan je hidratiziran manganov oksid z različno vsebnostjo barija in kalija.  Vsebuje 70-80 % manganovega oksida in je najprimernejša ruda za pridobivanje mangana.
Njegovo ime je sestavljeno iz grških besed ψιλος [psilos] – gladek  in  μέλας [melas] – črn, ki se navezujeta na njegov videz.  

## Kemijska formula
Posplošena kemijska formuka psilomelana je Ba(Mn2+)(Mn4+)8O16(OH)4 ali  (Ba,H2O)2Mn5O10. Psilomelan se včasih obravnava kot hidratiziran manganov manganat, čeprav je njegova sestava vprašljiva. Vsebnost mangana ustreza sestavi 70-80 % manganovega oksida z 10-15 % kisika. 

## Značilnosti
Psilomelan je amorfen mineral z masivnim  grozdičastim ali stalaktitskim videzom, gladko površino in  podkovinskim sijajem. Od drugih manganovih hidratiziranih oksidov, na primer manganita,  se razlikuje po večji trdoti (5-6). Gostota niha od 3,7-4,7 g/cm3. Barva črte je rjavo črna, prelom pa gladek. Mineral ima zaradi svoje amorfne strukture primešane nečistoče, na primer železove okside. Topen je v klorovodikovi kislini, pri čemer se sprošča plinasti klor.

## Nahajališča
Psilomelan je pomembna manganova ruda, ki ima podoben gospodarski pomen kot piroluzit. Najpomembnejša nahajališča so v Lostwithielu (Cornwall), Brendon Hillsu (Somerset), Hoyu (Orkneyjski otoki), Sayn pri Coblenzu (Nemčija) in Crimora (Virginija). Psilomelan se skupaj s piroluzitom koplje tudi v Vermontu, Virginiji, Arkansasu in Novi Škotski.
Kristalni psilomelan se uporablja tudi za izdelavo nakita.